# The Lost Medallion: The Adventures of Billy Stone
The Lost Medallion: The Adventures of Billy Stone (Brasil: Billy Stone e o Medalhão Mágico  é um filme estadunidense de 2011, dos gêneros fantasia e aventura. O filme é estrelado por Billy Unger e Sammi Hanratty.

## Sinopse
Em visita a um orfanato, Daniel Anderson (Alex Kendrick) é convidado a entreter as crianças contando uma história. Ele decide então falar sobre Billy Stone (Billy Unger), filho de arqueólogos que encontra um misterioso medalhão mágico e acaba voltando 200 anos no tempo na companhia da amiga Allie (Sammi Hanratty). Perseguidos e perdidos na ilha de Aumakua, eles tentam voltar para casa - e para o presente.

## Elenco
- Billy Unger .. Billy Stone
- Sammi Hanratty .. Allie
- James Hong .. Faleaka
- Jansen Panettiere .. Huko
- Alex Kendrick .. Daniel Anderson
- Mark Dacascos .. Rei Cobra
- William Corkery .. Anui
- Tiya Sircar .. Mohea